# Виола
 Тази статия е за музикалния инструмент.  За селото в Италия вижте Виола (Италия).  
Виолата (на италиански: viola; на немски: Bratsche; на френски: alto; на руски: альт) е музикален инструмент от групата на струнно-лъковите инструменти.

## Устройство
Виолата е с малко по-големи размери от цигулката. По форма и конструкция, както и по начин на звукоизвличане, тя е близка до цигулката. Тоновият ѝ обем е от до на малка октава до ла на трета (с възможност за повишаване). Лъкът на виолата е по-дълъг от този на цигулката. Струните са по-дебели, а корпусът е по-дълъг и тежък. Звучността на виолата е матова, носова. Щрихите са аналогични на цигулковите: легато, деташе, стакато, спикато, глисандо, пицикато и маркато.

## История
Появила се е в края на XV век преди другите лъкови струнни инструменти. Настройва се на чисти квинти c-g-d1-а1. Тонов обем с—а3 с възможност за повишаване. За виола се нотира на алтов до ключ, а за по-високи тонове – на сол ключ.
Съществуват и старинни виоли – виола да гамба (viola da gamba) – наколенна, виола да брачо (viola da braccio) – ръчна, виола даморе (viola d'amore) – любовна и др.
В богатия репертоар за виолата са „Симфония концертанте за цигулка и виола с оркестър“ от Моцарт, концерти от Телеман, Й. С. Бах, Хайдн и др., множество сонати и други произведения. В симфония „Харолд в Италия“ Берлиоз е поверил солова 5 партия на виола. В партията за виоли звучи и скръбната мелодия „Вий жертва паднахте“ в трета част на Симфония № 11 от Дмитрий Шостакович.